# Obor (metropolitana di Bucarest)
Obor è una stazione della linea M1 della metropolitana di Bucarest.
La stazione sorge vicino ad uno dei mercati all'aperto più grandi della città.